# Tiano
El tiano es un compuesto heterocíclico que contiene un anillo de seis miembros completamente saturado con cinco carbonos y un átomo de azufre. Es un compuesto análogo al ciclohexano, donde uno de los átomos de carbono ha sido reemplazado por un átomo de azufre.
Por extensión se denomina tianos a los compuestos derivados del thiano.

## Propiedades
Los tianos cristalizan en un sistema cúbico con un parámetro de red a= 869 pm y cuatro moléculas por celda.

## Síntesis
Los tianos pueden obtenerse con buen rendimiento a partir de la reacción del 1,5-dibromopentano con sulfuro de sodio, produciéndose simultáneamente bromuro de sodio:
De la misma forma es posible obtener tiano por la cristalización de 5-bromopentano-1-tiol en presencia de base:

## Reacciones
El tiano puede reaccionar como nucleófilo, pero requiere que el electrófilo disponga de un buen grupo saliente. Por ejemplo, es posible usar un haluro orgánico, activado por sales de plata. El resultado de la reacción es una seudo sal de tetrahidropiranio.